# 尺貫法
尺貫法（日语：／ shakkanhō */?），是一種源于中国度量衡的日本传统度量体制，除了大部分来自中国度量衡的单位外，还有一些日本特有的单位。由于臺灣與朝鮮半島曾有一段日治時期，其度量衡也受到日本度量衡的影响，部分单位的值与日本度量衡中的值相同。

## 長度
有「里」、丁（町）、丈、間、尺、寸、分、釐（厘）。
1里為36丁，1丁為36丈或60间，1丈為10尺，1間為6尺，1尺為10寸，1寸為10分，1分為10釐。1釐為1/33公分≒0.0303公分。

## 面積
有「町」、反（段）、畝、坪（歩、步）、疊（畳）、合、勺。
1町為10反，1反為10畝，1畝為30坪，1坪為2疊=1平方间，1疊為5合，1合為10勺，1勺為4/121平方公尺≒0.0331平方公尺。
坪是臺灣民間目前通用的房屋及土地面積丈量單位，在日本則以疊較為常見。

## 容量、體積
有石、斗、升、合、勺等。
1石為10斗，1斗為10升，1升為10合，1合為10勺，1勺為24010/1331公制毫升≒18.039公制毫升

## 重量
有貫、斤、兩、錢（匁）、分、釐（厘）、毫（毛）。
1貫為100兩（6斤4兩），1斤為16兩，1兩為10錢，1錢為10分，1分為10釐，1釐為10毫。1毫為3.75公制毫克。